# Vectrix
| Vectrix elektromos robogó                | Vectrix elektromos robogó |
| ---------------------------------------- | ------------------------- |
| Max. sebesség                            | 100 km/h                  |
| Gyorsulás (0–80 km/h-ra)                 | 6,8 másodperc             |
| Gyorsulás (0–50 km/h-ra)                 | 3,6 másodperc             |
| Hatótávolság*                            | 109 km                    |
| * Szimulált városi forgalomban (40 km/h) |                           |

A Vectrix elektromosjármű-gyár székhelye Middletownban (Rhode Island, USA), K+F részlege New Bedfordban (Massachusetts), a gyártóüzem Wrocławban (Lengyelország) volt. A céggel szemben felszámolási eljárás indult 2014 márciusában.

## Robogó
A Vectrix nagy testű (maxi-) robogó a világon az első, kereskedelmi forgalomba hozott nagy teljesítményű elektromos robogó. Legnagyobb sebessége 100 km/h, gyorsulása (80 km/h-ra) 7 mp-en belüli, villanymotorja már 0 fordulatszámtól kezdve a legnagyobb nyomatékot adja. Alkatrészeinek száma <250 (szemben a benzines robogókban lévő 2500-zal), hatótávolsága (városi forgalomban, ~40 km/h sebességgel) >100 km.
Angliában a Vectrixnek mentességet adtak az útadó fizetése alól.
A Vectrix robogó energiaforrása NiMH akkumulátor, 10 év vagy 1500 feltöltés élettartammal.
Az akkumulátor 125 V-os feszültséget ad le, 3.7 kWh energiát tárol, közönséges háztartási konnektorból tölthető, a 80%-os feltöltöttséget 2 óra alatt eléri. Menet közben a motorfék az energiát visszatáplálja az akkumulátorba.
Az akkumulátor teszi ki a robogó súlyának felét, árának 1/3-át.

## Koncepciójárművek

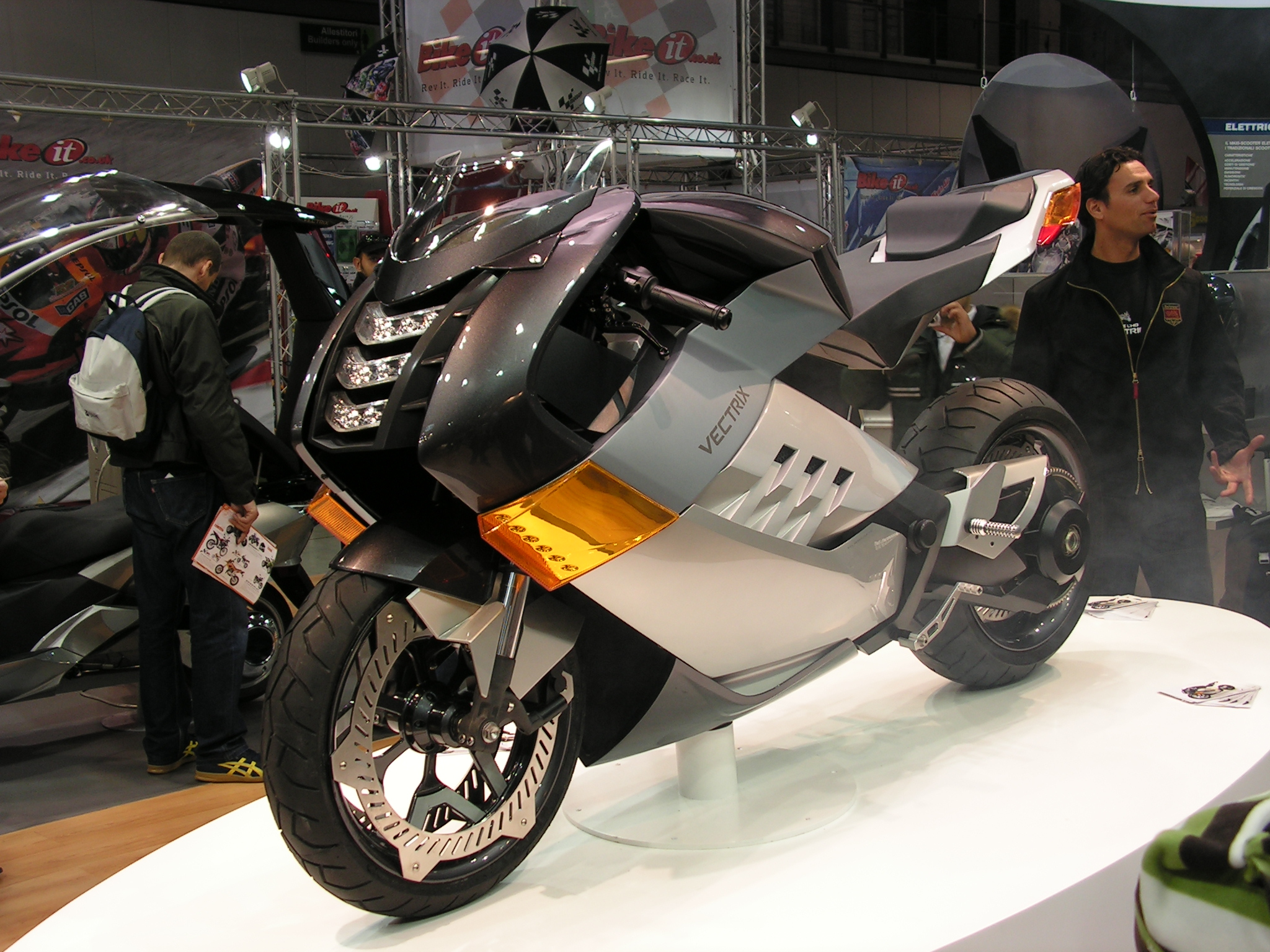
Az elektromos superbike az EICMA 2007 kiállításon, Milánóban

A Vectrix a 2007-es milánói motorshow-n bemutatott egy 200 km/h végsebességű elektromos superbike koncepciójárművet, 500 megrendelés reményében.
2008-ban a Vectrix bejelentette maxi-robogójának háromkerekű változatát.